# Felix Brückmann
Felix Brückmann (* 16. Dezember 1990 in Breisach am Rhein) ist ein deutscher Eishockeytorwart, der seit Juli 2025 bei den Kölner Haien aus der Deutschen Eishockey Liga (DEL) unter Vertrag steht. Zuvor war Brückmann bereits zweimal je fünf Jahre für die Adler Mannheim aktiv und verbrachte weitere sechs Spielzeiten bei den Grizzlys Wolfsburg in der DEL. Sein jüngerer Bruder Alexander De Los Rios ist ebenfalls professioneller Eishockeyspieler.

## Karriere

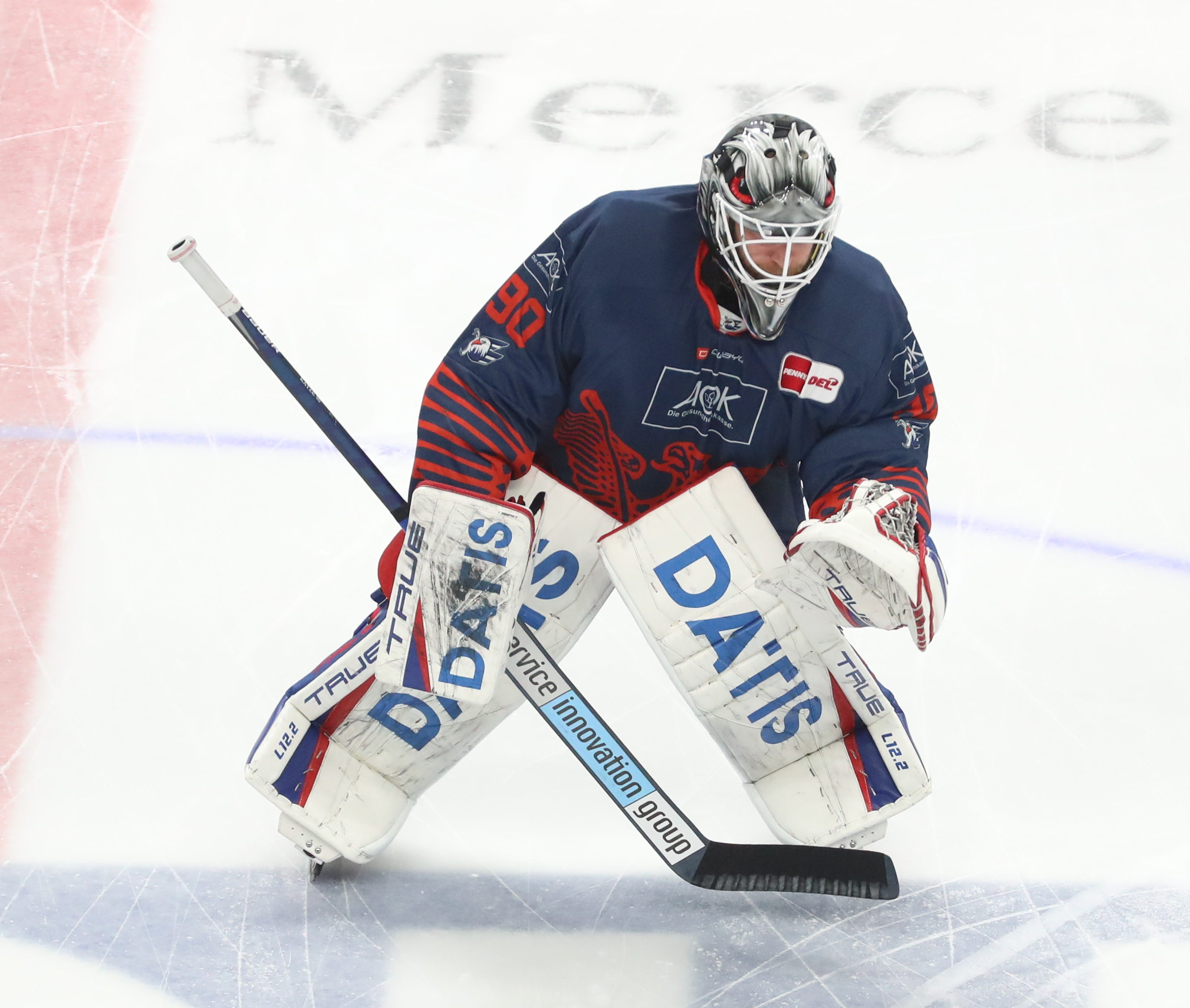
Brückmann im Trikot der Adler Mannheim (2022)

Felix Brückmann begann seine Karriere in der Jugendabteilung des EHC Freiburg, bevor er zum in den Nachwuchs der Adler Mannheim wechselte und dort zunächst in der Deutschen Nachwuchsliga (DNL) auflief. Aufgrund deren Torhüterprobleme wurde Brückmann in der Saison 2006/07 erstmals in den Profikader der Adler Mannheim in der höchsten deutschen Profispielklasse, der Deutschen Eishockey Liga (DEL), berufen. Im Jahr 2008 gewann er mit den Jungadlern den DNL-Titel. Ab der Spielzeit 2008/09 stand Brückmann regelmäßig als Ersatzmann für die beiden Stammtorhüter Fred Brathwaite und Lukas Lang im Profikader, wurde aber zumeist beim Kooperationspartner Heilbronner Falken in der 2. Bundesliga eingesetzt.
Zwischen 2011 und 2014 spielte er ausschließlich für die Adler – meist als zweiter Torhüter – und steigerte seine Leistungen dabei von Jahr zu Jahr. Dabei wurde er im Jahr 2012 als DEL-Rookie des Jahres ausgezeichnet und feierte den Vizetitel mit den Adlern. Nach der Spielzeit 2013/14 wechselte Brückmann innerhalb der DEL zu den Grizzly Adams Wolfsburg. In der Saison 2014/15 erreichte er die höchste Fangquote unter allen Keepern der DEL-Hauptrunde. In den Spieljahren 2015/16 und 2016/17 wurde er mit den Grizzlys abermals Vizemeister; die Wolfsburger scheiterten beide Male am EHC Red Bull München. Aufgrund von Verletzungen an der Hüfte fiel Brückmann in der Saison 2018/19 komplett aus und gehörte nach Operationen und Rehabilitation erst in der Saison 2019/20 wieder zum Kader des Wolfsburger Klubs.
Im Dezember 2019 entschied der Schlussmann sich, die Grizzlys nach der laufenden Saison zu verlassen. Im Frühjahr 2020 wurde bekannt, dass er sich für ein Angebot der Adler Mannheim entschieden hatte. Die Hauptrunde der Spielzeit 2020/21 schloss er als statistisch bester Torhüter der DEL ab. In 19 absolvierten Spielen wies er mit lediglich 1,53 Gegentoren pro Spiel und einer Fangquote von 93,6 Prozent bessere Werte als sein Partner Dennis Endras auf und hatte somit großen Anteil daran, dass die Adler die DEL-Gruppe Süd als Tabellenerster abschlossen. Diese Spielzeit sowie die Spielzeiten 2021/22 und 2022/23 beendeten die Adler jeweils im Playoff-Halbfinale. Endras verließ die Mannheimer nach der Spielzeit 2021/22, womit Brückmann zum Stammtorhüter wurde. Ende September 2023 gaben die Adler bekannt, dass der Vertrag mit Brückmann vorzeitig bis 2025 verlängert wurde, seinen Stammplatz verlor er jedoch an Arno Tiefensee. Zur Saison 2025/26 schloss er sich daher den Kölner Haien an.

### International
Mit der U18-Nationalmannschaft nahm er an der Eishockey-Weltmeisterschaft der U18-Junioren 2008 teil, wo er zu zwei Einsätzen kam und die U18-Auswahl den fünften Platz belegte. Ab 2009 war er Stammspieler der deutschen U20-Auswahl und nahm mit dieser an der U20-Junioren-Weltmeisterschaft der Division I 2010 teil. Dabei gelang der Auswahlmannschaft der direkte Wiederaufstieg in die Top-Division.
In der Spielzeit 2013 kam er zu seinen ersten Einsätzen in der A-Nationalmannschaft und gehörte bei der Weltmeisterschaft 2016 erstmals zum Turnierkader. Er blieb jedoch ebenso wie bei den Olympischen Winterspielen 2022 in Peking ohne Einsätze. Bei der Weltmeisterschaft 2021 absolvierte Brückmann vier Einsätze im Rahmen der Welttitelkämpfe, die die Deutschen auf dem vierten Rang abschlossen.

## Rekorde
Brückmann stellte in der Saison 2016/17 einen neuen DEL-Rekord auf. Am 7. Dezember 2016 konnte er gegen die Düsseldorfer EG seinen vierten Shutout in Serie feiern und wurde erst im folgenden Spiel gegen die Eisbären Berlin wieder überwunden. Insgesamt blieb er dabei 315:01 Minuten ohne Gegentreffer. Die vorherige Bestmarke hielt der deutsch-kanadische Torwart Ian Gordon mit insgesamt 213:16 Minuten ohne Gegentreffer. Insgesamt spielte Brückmann in der DEL bereits 40-mal zu null und gehört damit zu den fünf erfolgreichsten Torhütern der DEL-Geschichte. Zudem hält er den Rekord für den besten Gegentorschnitt in einer Saison. Dies gelang ihm im Spieljahr 2020/21, als er nur 1,53 Gegentore pro Spiel zuließ. (Alle Angaben: Stand Ende der Saison 2024/25)

## Erfolge und Auszeichnungen
| - 2008 DNL-Meister mit den Jungadlern Mannheim - 2012 Deutscher Vizemeister mit den Adler Mannheim - 2012 DEL-Rookie des Jahres - 2015 Höchste Fangquote der DEL-Hauptrunde | - 2016 Deutscher Vizemeister mit den Grizzlys Wolfsburg - 2017 Deutscher Vizemeister mit den Grizzlys Wolfsburg - 2021 Höchste Fangquote und geringster Gegentorschnitt der DEL-Hauptrunde |

### International
- 2010 Aufstieg in die Top-Division bei der U20-Weltmeisterschaft der Division I, Gruppe A

## Karrierestatistik
Stand: Ende der Saison 2024/25

### International
Vertrat Deutschland bei:
| - U18-Junioren-Weltmeisterschaft 2008 - U20-Junioren-Weltmeisterschaft der Division I 2010 - Weltmeisterschaft 2016 | - Weltmeisterschaft 2021 - Olympischen Winterspielen 2022 |

(Legende zur Torhüterstatistik: GP oder Sp = Spiele insgesamt; W oder S = Siege; L oder N = Niederlagen; T oder U oder OT = Unentschieden oder Overtime- bzw. Shootout-Niederlage; Min. = Minuten; SOG oder SaT = Schüsse aufs Tor; GA oder GT = Gegentore; SO = Shutouts; GAA oder GTS = Gegentorschnitt; Sv% oder SVS% = Fangquote; EN = Empty Net Goal; 1 Play-downs/Relegation; Kursiv: Statistik nicht vollständig)